# Parésie
 Mise en garde médicale
Chez un être vivant, la parésie est une diminution du recrutement volontaire d'unités motrices sur un muscle agoniste lors de la contraction musculaire. Cette diminution est aggravée par le degré d'étirement du muscle antagoniste. La parésie s'oppose à la plégie, qui, de son côté, est caractérisée par la perte totale de recrutement moteur due à une lésion médullaire, corticale ou capsulaire interne.
Les aminosides peuvent en être la cause.

## Types de parésies
Si la parésie se manifeste sur un hémicorps, on parle d'hémiparésie. Si elle concerne les quatre membres, il s'agit d'une tétraparésie.